# The Lure of Woman
The Lure of Woman è un film muto del 1915. Il nome del regista non appare nei credit del film che si basa su un lavoro teatrale di Paul Armstrong.

## Produzione
Il film fu prodotto dalla World Film con il titolo di lavorazione The Renegade.

## Distribuzione
Distribuito dalla World Film, il film uscì nelle sale cinematografiche statunitensi il 27 settembre 1915.
Il copyright del film, richiesto dalla World Film Corp., fu registrato il 30 settembre 1915 con il numero LU6642.